# Gulab Singh
Gulab Singh. (Jammu, 1792-1857). Hijo de Kishore Singh antiguo Raja de Jammu. Aprendió de su abuelo el arte de la equitación y la guerra. En 1809 defendió hábilmente Jammu de la invasión del Maharajá Ranjit Singh.
En 1822, tras fallecer su padre, asumió como Raja de Jammu. En 1824 conquistó Lahore.  Desde allí lanzó una serie de expediciones de conquista al Himalaya y el Tíbet, lo que preocupó a Mian Singh, sij gobernador de Cachemira. 
En 1842 las conquistas habían logrado llegar a anexarse la región de Cachemira, pasando a ser el principado más grande la India Británica, siendo escogido su Maharajá en 1846, logrando formar un imperio que fue mantenido por sus sucesores hasta 1948 con la invasión pakistaní.
Marcó el actual límite con el Tíbet y Afganistán, mantuvo un sistema absolutista de principado, además de poseer mayor autonomía que el resto de la Mancomunidad de Naciones.
Falleció en 1857, y es sucedido por su hijo Ranbir Singh.
| Predecesor: - | Maharaja de Jammu y Cachemira 1846-1857 | Sucesor: Ranbir Singh |

- Datos: Q12446041
- Multimedia: Gulab Singh of Jammu and Kashmir / Q12446041